# Федотов, Борис Васильевич
Бори́с Васи́льевич Федо́тов (1949—2002) — советский и российский актёр театра и кино, драматург и поэт.

## Биография
Борис Федотов родился 11 сентября 1949 года в Саратове.
В 1968 году окончил Саратовское театральное училище имени И. А. Слонова (курс Н. Д. Шляпниковой).
Сезон 1968—1969 годов был актёром Алтайского краевого театра юного зрителя (Барнаул), с 1969 года — актёр Саратовского ТЮЗа.

## Творчество
Борис Федотов автор нескольких инсценировок: «Приключения Незнайки» по Н. Носову, «Старосветская любовь» по Н. Гоголю, «Кондуит и Швамбрания» по Льву Кассилю, «Маленький лорд Фаунтлерой» и пьес, постановки которых осуществлёны на сценах Саратовской филармонии и Саратовского ТЮЗа, а также театров Курска, Стерлитамака, в Одесском театре оперетты.

### Роли в театре
- «Капитанская дочка» — Гринёв
- «Три мушкетёра» — Людовик XIII
- «Дождь лил, как из ведра» — Ян

### Фильмография
- 1972 — Пятнадцатая весна — немецкий солдат
- 1977 — Побег из тюрьмы